# Jean-Gabriel Pageau
Pour les articles homonymes, voir Pageau.
Jean-Gabriel Pageau (né le 11 novembre 1992 à Ottawa dans la province d'Ontario au Canada) est un joueur professionnel canadien de hockey sur glace. Il évolue au poste d'attaquant.

## Biographie
Il a été repêché par les Sénateurs d'Ottawa au 4e tour du repêchage d'entrée dans la LNH 2011, 96e choix au total. Il passe professionnel en 2012 avec les Senators de Binghamton club ferme des Sénateurs dans la Ligue américaine de hockey. 
Le 11 avril 2013, il joue son premier match dans la Ligue nationale de hockey avec les Sénateurs contre les Canadiens de Montréal comptant sa première aide. Le lendemain, il marque le but de la victoire chez les Devils du New Jersey. Il marque son premier triplé le 5 mai 2013 face aux Canadiens de Montréal. 
Le 18 juin 2015, il signe un nouveau contrat de deux ans avec les Sénateurs d'Ottawa pour une valeur de 1,8 million de dollars. Le 29 avril 2017, lors du 2e match de la 2e ronde des séries contre les Rangers de New York, Pageau marque 4 buts, incluant le but égalisateur et le but gagnant en 2e prolongation pour donner la victoire 6 à 5 aux Sénateurs. Ottawa remporte la série en 6 matchs avant de s'incliner en deuxième prolongation du septième match contre les Penguins de Pittsburgh en finale de conférence.
Le 24 février 2020, il est échangé aux Islanders de New York en retour d'un choix conditionnel de 1re ronde et un choix de 2e tour en 2020 ainsi qu'un choix conditionnel de 3e tour en 2022.

## Statistiques

### En club
| Saison     | Équipe                   | Ligue      |     | Saison régulière | Saison régulière | Saison régulière | Saison régulière | Saison régulière |    | Séries éliminatoires | Séries éliminatoires | Séries éliminatoires | Séries éliminatoires | Séries éliminatoires |
| Saison     | Équipe                   | Ligue      | PJ  | B                | A                | Pts              | Pun              | PJ               | B  | A                    | Pts                  | Pun                  |                      |                      |
| 2009-2010  | Olympiques de Gatineau   | LHJMQ      | 62  | 16               | 15               | 31               | 20               | 4                | 1  | 0                    | 1                    | 0                    |                      |                      |
| 2010-2011  | Olympiques de Gatineau   | LHJMQ      | 67  | 32               | 47               | 79               | 22               | 24               | 13 | 16                   | 29                   | 20                   |                      |                      |
| 2011-2012  | Olympiques de Gatineau   | LHJMQ      | 23  | 23               | 16               | 39               | 12               | -                | -  | -                    | -                    | -                    |                      |                      |
| 2011-2012  | Saguenéens de Chicoutimi | LHJMQ      | 23  | 9                | 17               | 26               | 13               | 16               | 4  | 10                   | 14                   | 6                    |                      |                      |
| 2012-2013  | Senators de Binghamton   | LAH        | 69  | 7                | 22               | 29               | 33               | -                | -  | -                    | -                    | -                    |                      |                      |
| 2012-2013  | Sénateurs d'Ottawa       | LNH        | 9   | 2                | 2                | 4                | 0                | 10               | 4  | 2                    | 6                    | 8                    |                      |                      |
| 2013-2014  | Sénateurs d'Ottawa       | LNH        | 28  | 2                | 0                | 2                | 12               | -                | -  | -                    | -                    | -                    |                      |                      |
| 2013-2014  | Senators de Binghamton   | LAH        | 46  | 20               | 24               | 44               | 23               | 4                | 1  | 0                    | 1                    | 2                    |                      |                      |
| 2014-2015  | Senators de Binghamton   | LAH        | 27  | 11               | 10               | 21               | 27               | -                | -  | -                    | -                    | -                    |                      |                      |
| 2014-2015  | Sénateurs d'Ottawa       | LNH        | 50  | 10               | 9                | 19               | 9                | 6                | 0  | 0                    | 0                    | 0                    |                      |                      |
| 2015-2016  | Sénateurs d'Ottawa       | LNH        | 82  | 19               | 24               | 43               | 26               | -                | -  | -                    | -                    | -                    |                      |                      |
| 2016-2017  | Sénateurs d'Ottawa       | LNH        | 82  | 12               | 21               | 33               | 24               | 19               | 8  | 2                    | 10                   | 16                   |                      |                      |
| 2017-2018  | Sénateurs d'Ottawa       | LNH        | 78  | 14               | 15               | 29               | 36               | -                | -  | -                    | -                    | -                    |                      |                      |
| 2018-2019  | Sénateurs d'Ottawa       | LNH        | 39  | 4                | 8                | 12               | 14               | -                | -  | -                    | -                    | -                    |                      |                      |
| 2019-2020  | Sénateurs d'Ottawa       | LNH        | 7   | 2                | 0                | 2                | 17               | 22               | 8  | 3                    | 11                   | 21                   |                      |                      |
| 2020-2021  | Islanders de New York    | LNH        | 54  | 14               | 14               | 28               | 10               | 19               | 3  | 10                   | 13                   | 6                    |                      |                      |
| 2021-2022  | Islanders de New York    | LNH        | 77  | 18               | 21               | 39               | 30               | -                | -  | -                    | -                    | -                    |                      |                      |
| 2022-2023  | Islanders de New York    | LNH        | 70  | 13               | 27               | 40               | 14               | 6                | 0  | 1                    | 1                    | 0                    |                      |                      |
| 2023-2024  | Islanders de New York    | LNH        | 82  | 11               | 22               | 33               | 13               | 4                | 1  | 1                    | 2                    | 0                    |                      |                      |
| Totaux LNH | Totaux LNH               | Totaux LNH | 718 | 145              | 179              | 324              | 237              | 86               | 24 | 19                   | 43                   | 51                   |                      |                      |

### En équipe nationale
| Année | Équipe | Compétition          |    | PJ | B | A | Pts | Pun      |  | Résultat |
| 2018  | Canada | Championnat du monde | 10 | 1  | 4 | 5 | 12  | 4e place |  |          |